# Moosbrunn
Moosbrunn osztrák község Alsó-Ausztria Bruck an der Leitha-i járásában. 2022 januárjában 1804 lakosa volt. 

## Elhelyezkedése

Moosbrunn a Bruck an der Leitha-i járásban

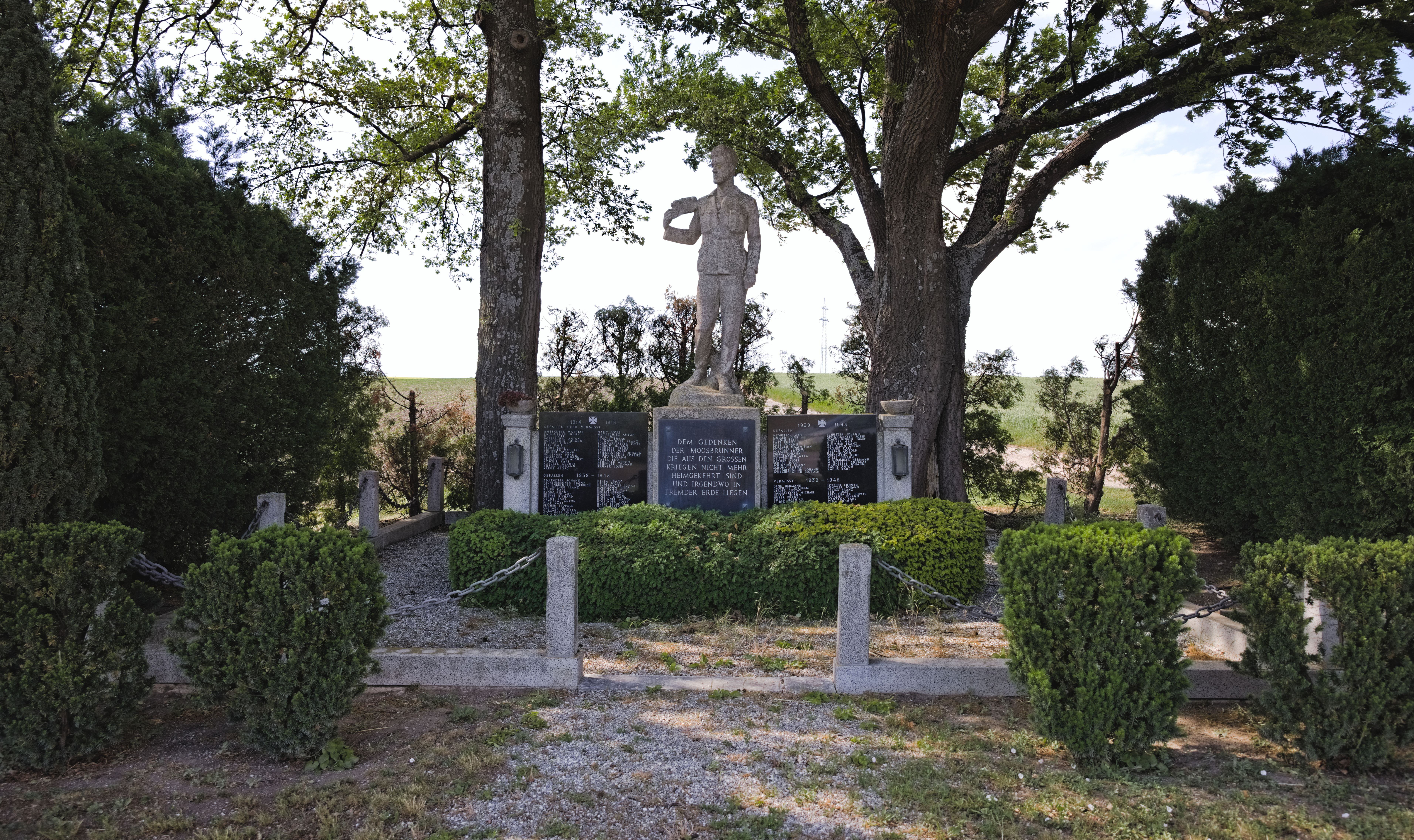
A világháborús emlékmű

Moosbrunn a tartomány Industrieviertel régiójában fekszik, a Bécsi-medencében, a Piesting folyó mentén. Területének 3,1%-a erdő, 84,9% áll mezőgazdasági művelés alatt. Az önkormányzathoz egyetlen település és katasztrális község tartozik. 
A környező önkormányzatok: északra Himberg, északkeletre Gramatneusiedl, délkeletre Mitterndorf an der Fischa, délnyugatra Ebreichsdorf.

## Története
A települést 1120-ban említik először, akkor még mint "Brunnent" (kút, forrás). A mocsaras folyómenti tájra utaló "Moos" előtag 1300 körül került a neve elé. 
Az 1938-as Anschlusst követően kialakították Nagy-Bécset és Moosbrunnt is a főváros 23. kerületéhez csatolták. Önállóságát 1954-ben nyerte vissza és akkor megalakított Bécskörnyéki járáshoz kapcsolták. A járás 2016-ban megszűnt, Moosbrunn azóta a Bruck an der Leitha-i járás része. A területén lévő rövidhullámú átjátszóállomást 1960-ban üzemelték be. A község legjelentősebb munkáltatója az üveggyár volt, amely 1950-ben bezárt. 

## Lakosság
A moosbrunni önkormányzat területén 2022 januárjában 1804 fő élt. A lakosságszám 1961 óta gyarapodó tendenciát mutat. 2020-ban az ittlakók 89,9%-a volt osztrák állampolgár; a külföldiek közül 1,3% a régi (2004 előtti), 4,3% az új EU-tagállamokból érkezett. 3,8% az egykori Jugoszlávia (Szlovénia és Horvátország nélkül) vagy Törökország, 0,7% egyéb országok polgára volt. 2001-ben a lakosok 76,3%-a római katolikusnak, 3,3% evangélikusnak, 1,4% ortodoxnak, 4,3% mohamedánnak, 13,6% pedig felekezeten kívülinek vallotta magát. Ugyanekkor 10 magyar élt a községben; a legnagyobb nemzetiségi csoportokat a németek (90,9%) mellett a törökök (3,2%), a szerbek (1,6%) és a horvátok (1,1%) alkották.
A népesség változása:

| 2016 | 1 716 |
| 2018 | 1 777 |

## Látnivalók
- a Szt. Lőrinc-plébániatemplom

## Fordítás
- Ez a szócikk részben vagy egészben  a   Moosbrunn című német Wikipédia-szócikk ezen változatának fordításán alapul.  Az eredeti cikk szerkesztőit annak laptörténete sorolja fel. Ez a jelzés csupán a megfogalmazás eredetét és a szerzői jogokat jelzi, nem szolgál a cikkben szereplő információk forrásmegjelöléseként.